# Cidade Imperial de Huế
A Cidade Imperial de Huế é uma fortaleza muralhada e palácio situada na antiga capital do Vietname. Foi idealizada como uma cópia da Cidade Proibida dos imperadores chineses em Pequim.
Em 1993, a Cidade Imperial de Huế foi classificada pela UNESCO como Património da Humanidade com a designação de Conjunto de Monumentos de Huê. Os edifícios que ainda restavam foram restaurados e preservados. Infelizmente, a maior parte do lugar foi destruída pela Guerra do Vietname, encontrando-se, por isso, coberta por arrozais.

## Características
A antiga Huế estava situada numa área quadrada rodeado por uma muralha com dois quilómetros de lado, a qual, por sua vez, era rodeada por um fosso. A água deste fosso vinha do Hương Giang (Rio Perfume), o qual corre através de Huế. Esta estrutura é chamada de cidadela. 
Dentro da cidadela ficava a Cidade Imperial, com um perímetro de quase 2,5 km. 
Dentro da Cidade Imperial ficava a cerca imperial, chamada, em Vietnameita, de Cidade Proibida Púrpura. A cerca estava reservada para o uso exclusivo da Família Imperial Nguyen. Curiosamente, este é o mesmo nome que os chineses deram ao seu complexo palaciano, a Cidade Proibida. Tal como no acontece no caso chinês, a Cidade Proibida Púrpura do Vietname inclui vários palácios, portões e pátios, entre os quais se destaca o Palácio Tha'i Ho`a (Palácio da Paz Suprema), o qual era reservado à Família Imperial e onde se encontra a Sala do Trono.

## História
Em Junho de 1802, Nguyễn Phúc Ánh tomou o controle do Vietnam e auto-proclamou-se Imperador Gia Long. O seu governo foi reconhecido pela China em 1804.
Gia Long pediu aos geomancistas que encontrassem o melhor lugar para construir um novo palácio e cidadela. Estes escolheram um sítio em Huế. Gia Long queria que o seu palácio e fortaleza fosse uma cópia em menor escala da Cidade Proibida de Pequim. Em 1804, dezenas de milhar de trabalhadores foram forçados a produzir uma muralha e fosso com dez quilómetros de extensão. Inicialmente as muralhas eram de terra, mas mais tarde foram substituídas por outras de pedra, com dois metros de grossura. 
A cidadela estava orientada de forma a enfrentar o Rio Perfume para este, o que diferia do complexo palaciano de Pequim, este último orientado para sul. O palácio do Imperador fica no lado este da cidadela, próximo do rio. Um segundo conjunto de muralhas e um segundo fosso foram construídos em volta deste palácio. Posteriormente foram adicionados muitos mais palácios, portões e pátios. 
O governo do último Imperador do Vietname durou até meados do século XX. Nessa época, a Cidade Proibida Púrpura possuía muitos edifícios e centenas de salas. O conjunto tinha sofrido vários danos provocados pelas térmitas e ciclones, mas mesmo assim mantinha-se impressionante. 
O bombardeamento norte-americano de 1968, em resposta à tomada de Huế pelos comunistas, arrasou a maior parte da cidade. Entre os poucos edifícios que sobreviveram contam-se o Templo Thai Hoa, o Templo Can Thanh, o Mieu e o Hieu Lam Cac.